# Saint-Quentin-des-Prés
Saint-Quentin-des-Prés település Franciaországban, Oise megyében. Lakosainak száma 282 fő (2022. január 1.). Saint-Quentin-des-Prés Bazancourt, Escames, Hécourt, Sully, Cuy-Saint-Fiacre, Ferrières-en-Bray, Gancourt-Saint-Étienne, Gournay-en-Bray és Molagnies községekkel határos.

## Népesség
A település népessége az elmúlt években az alábbi módon változott:
| Lakosok száma | 299  | 292  | 293  | 283  | 282  | 279  | 277  | 280  | 282  |
|               | 2013 | 2015 | 2016 | 2017 | 2018 | 2019 | 2020 | 2021 | 2022 |